# AG Insurance-Soudal Quick-Step/2023

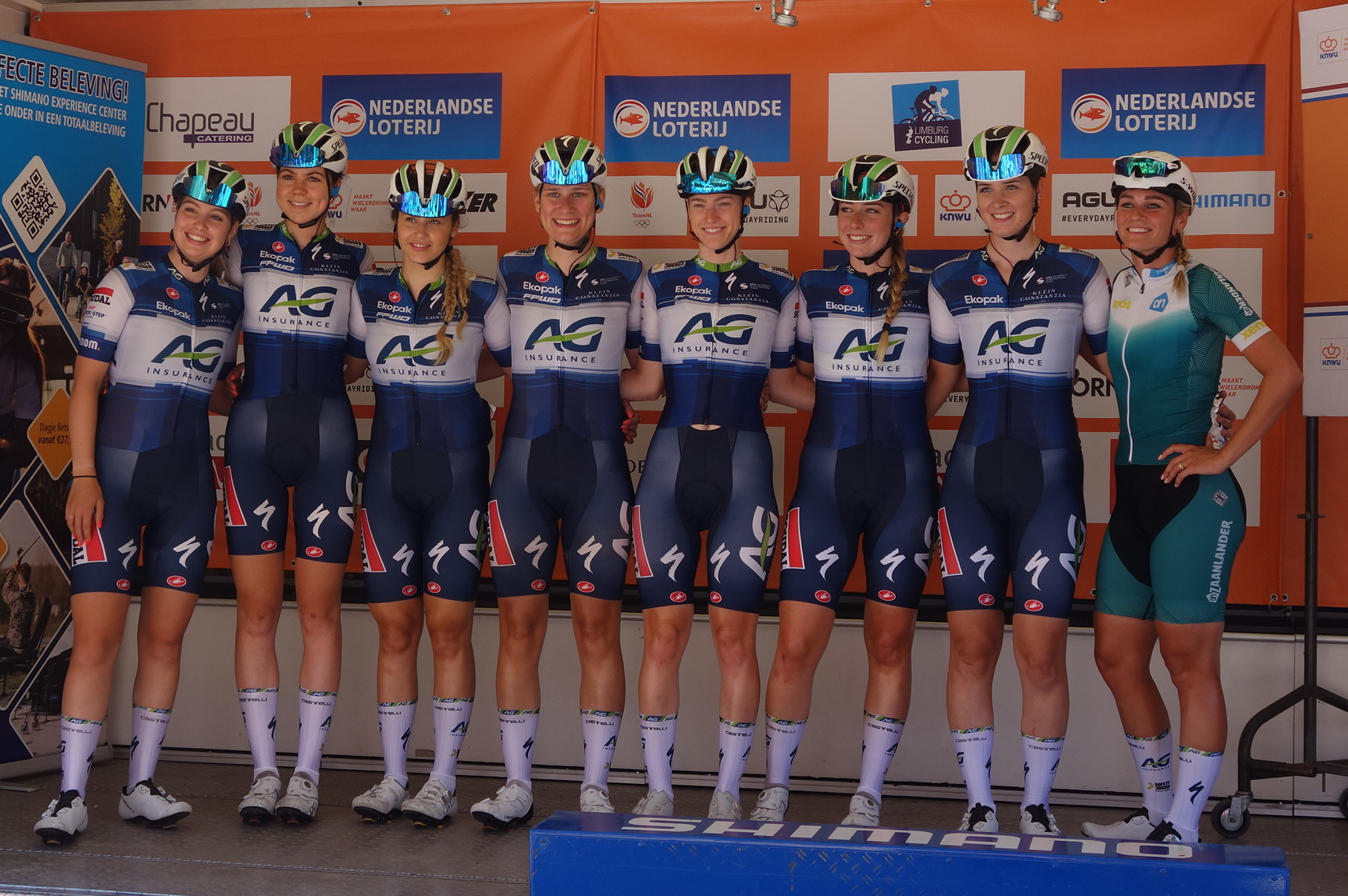
De ploeg voor de start van het Nederlands kampioenschap op de weg in Valkenburg.

Deze pagina geeft een overzicht van de vrouwenwielerploeg AG Insurance-Soudal Quick-Step in 2023.

## Algemeen
Teammanager: Natascha den Ouden
Ploegleiders: Jolien D'Hoore, Servais Knaven, Christian Kos
Fietsmerk: Specialized

## Renners

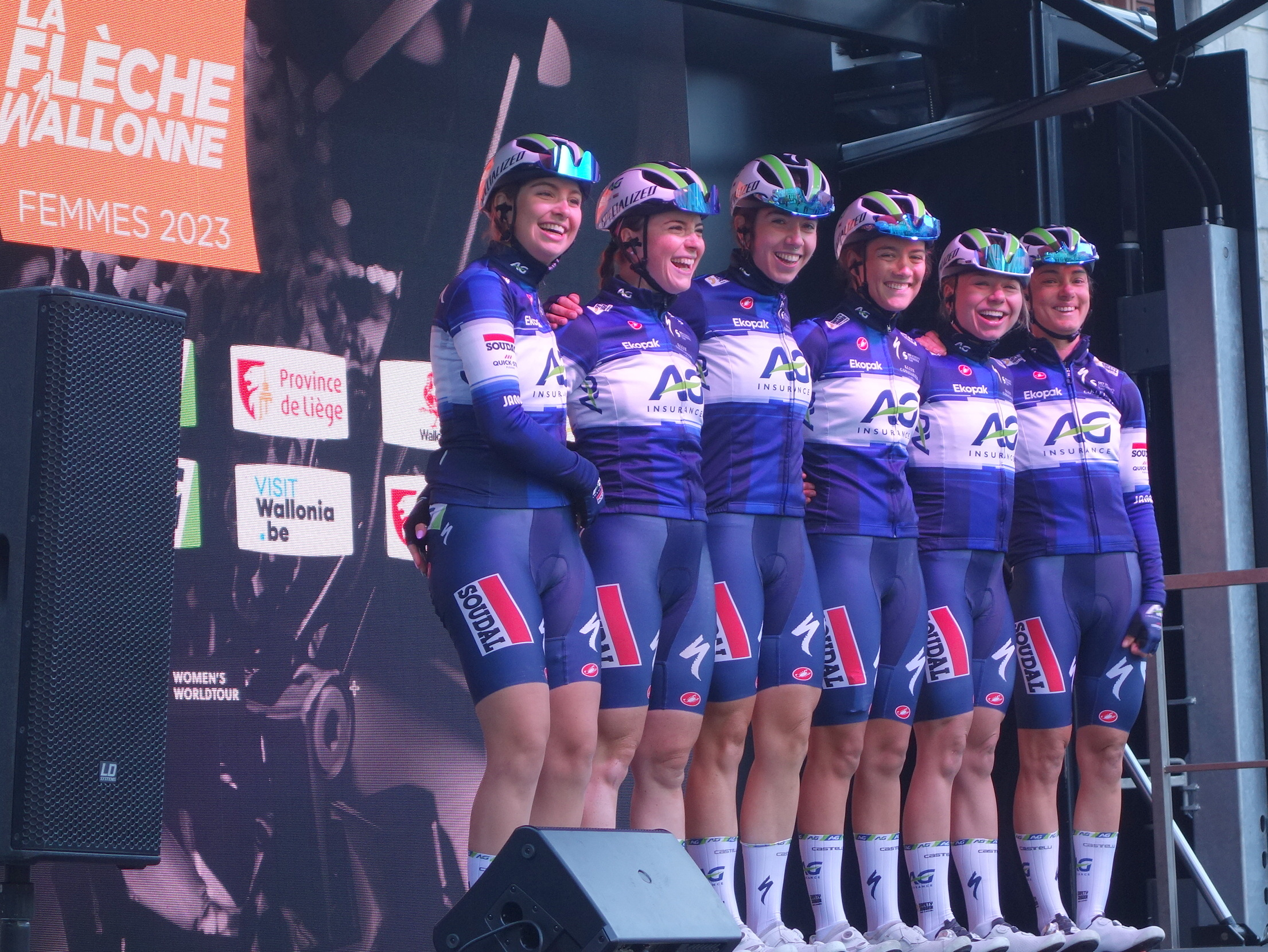
De ploeg in de Waalse Pijl 2023.

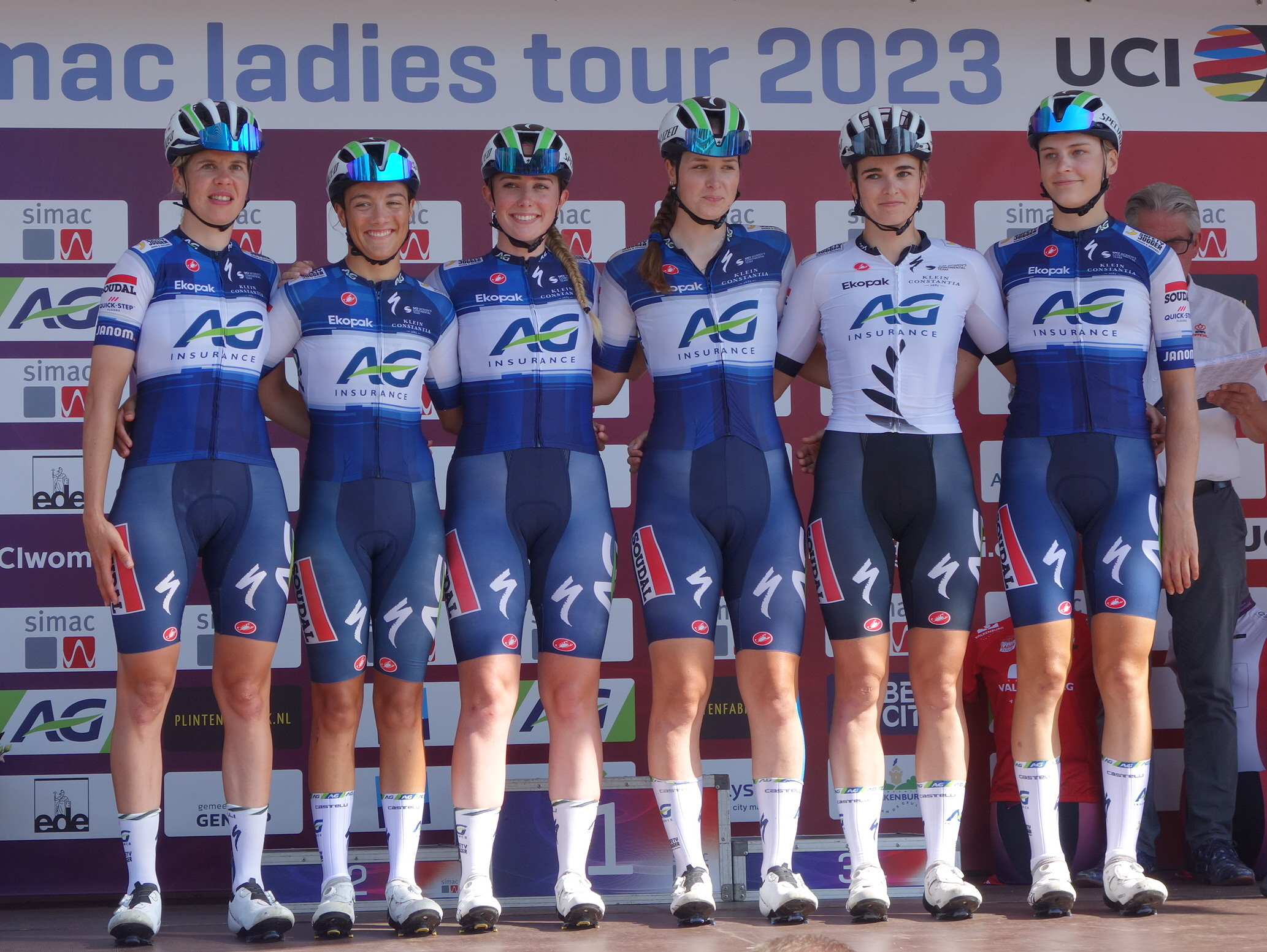
De ploeg in de Simac Ladies Tour 2023.

| Naam             | Geboortedatum | Nationaliteit | Ploeg 2022                             |
| ---------------- | ------------- | ------------- | -------------------------------------- |
| Mireia Benito    | 30-12-1996    | Spanje        | Massi-Tactic                           |
| Maaike Boogaard  | 24-08-1998    | Nederland     | UAE Team ADQ                           |
| Julia Borgström  | 09-06-2001    | Zweden        |                                        |
| Justine Ghekiere | 14-05-1996    | België        | Plantur-Pura                           |
| Marthe Goossens  | 04-05-2002    | België        | Multum Accountants Ladies Cycling Team |
| Lotta Henttala   | 28-06-1989    | Finland       | Henttala Development Team              |
| Romy Kasper      | 05-05-1988    | Duitsland     | Jumbo-Visma                            |
| Britt Knaven     | 29-07-2000    | België        |                                        |
| Anya Louw        | 16-10-2000    | Australië     |                                        |
| Gaia Masetti     | 26-10-2001    | Italië        |                                        |
| Lone Meertens    | 16-04-1998    | België        |                                        |
| Ashleigh Moolman | 09-12-1985    | Zuid-Afrika   | Team SD Worx                           |
| Ilse Pluimers    | 29-04-2002    | Nederland     |                                        |
| Maud Rijnbeek    | 03-12-2002    | Nederland     |                                        |
| Nicole Steigenga | 27-01-1998    | Nederland     | Coop-Hitec Products                    |
| Ally Wollaston   | 04-01-2001    | Nieuw-Zeeland |                                        |

### Vertrokken
| Naam               | Geboortedatum | Nationaliteit       | Ploeg 2023                     |
| ------------------ | ------------- | ------------------- | ------------------------------ |
| Amber Aernouts     | 25-10-200     | België              | WV Schijndel Women U23 Cycling |
| Maureen Arens      | 16-04-2003    | Nederland           | AG Insurance-NXTG U23          |
| Cassia Boglio      | 01-07-2000    | Australië           | DRG Knights Liv                |
| Mylène de Zoete    | 03-01-1999    | Nederland           | CERATIZIT-WNT                  |
| Senne Knaven       | 26-01-2003    | België              | AG Insurance-NXTG U23          |
| Fien Masure        | 03-07-2003    | België              | AG Insurance-NXTG U23          |
| Amelia Sharpe      | 24-07-2001    | Verenigd Koninkrijk | Gestopt                        |
| Yuli van der Molen | 23-05-2003    | Nederland           | AG Insurance-NXTG U23          |
| Eline van Rooijen  | 29-08-2001    | Nederland           | AG Insurance-NXTG U23          |

## Overwinningen
| Nationale kampioenschappen wielrennen Nieuw-Zeeland - tijdrit U23: Ally Wollaston Nieuw-Zeeland - wegwedstijd: Ally Wollaston Spanje - wegwedstrijd: Mireia Benito Europese kampioenschappen wielrennen Wegrit U23:Ilse Pluimers Setmana Ciclista Valenciana 3e etappe: Ashleigh Moolman-Pasio Eindklassement: Justine Ghekiere Bergklassement: Justine Ghekiere Festival Elsy Jacobs 2e etappe: Ally Wollaston Eindklassement: Ally Wollaston Puntenklassement: Ally Wollaston Jongerenklassement: Ally Wollaston La Classique Morbihan Gaia Masetti | Ronde van Bretagne Ploegenklassement: *1 Emakumeen Saria Ashleigh Moolman-Pasio Ronde van de Pyreneeën 1e etappe: Ashleigh Moolman-Pasio Puntenklassement: Ashleigh Moolman-Pasio |  |

*1) Ploeg Ronde van Bretagne: Boogaard, Borgström, Goossens, Kasper, Knaven, Pluimers
Mannen:   2003 · 2004 · 2005 · 2006 · 2007 · 2008 · 2009 · 2010 · 2011 · 2012 · 2013 · 2014 · 2015 · 2016 · 2017 · 2018 · 2019 · 2020 · 2021 · 2022 · 2023 · 2024 · 2025
Vrouwen:   2023 · 2024 · 2025